# Luke Ford
Luke Ford (Vancouver, 26 marzo 1981) è un attore australiano.
Divenuto famoso in patria grazie a partecipazioni a vari film, tra cui The Black Balloon, e nella serie tv Hercules. Nel 2008 raggiunge notorietà interpretando Alex O'Connell nel terzo capitolo della Mummia, La mummia - La tomba dell'Imperatore Dragone.

## Filmografia

### Attore

#### Cinema
- Kokoda, regia di Alister Grierson (2006)
- The Black Balloon, regia di Elissa Down (2008)
- La mummia - La tomba dell'Imperatore Dragone (The Mummy: Tomb of the Dragon Emperor), regia di Rob Cohen (2008)
- Ghost Machine, regia di Chris Hartwill (2009)
- Animal Kingdom, regia di David Michôd (2010)
- Red Dog, regia di Kriv Stenders (2011)
- Face to Face, regia di Michael Rymer (2011)
- The King Is Dead!, regia di Rolf de Heer (2012)
- Charlie's Country, regia di Rolf de Heer (2013)
- Infini, regia di Shane Abbess (2015)
- Nothing to Declare, regia di Robert Rabiah (2015)
- Osiride - Il 9º pianeta (Science Fiction Volume One: The Osiris Child), regia di Shane Abbess (2016)
- What If It Works?, regia di Romi Trower (2017)
- A Suburban Love Story, regia di Stephen Wallace (2018)

#### Televisione
- The Junction Boys, regia di Mike Robe (2002)
- Omicidio in tre atti (3 Acts of Murder), regia di Rowan Woods (2009)
- Parer's War, regia di Alister Grierson (2014)

#### Serie TV
- Water Rats – serie TV, episodi 5x24 (2000)

- Home and Away – serie TV, episodi 1x2928-1x2942-1x2959 (2000)
- Stingers – serie TV, episodi 4x20 (2001)
- All Saints – serie TV, episodi 5x15-7x27 (2002-2004)
- Le sorelle McLeod (McLeod's Daughters) – serie TV, 22 episodi (2001-2004)
- Hercules – miniserie TV, episodi 1x1-1x2 (2005)
- Headland – serie TV, 5 episodi (2005)
- Bikie Wars: Brothers in Arms – serie TV, 6 episodi (2012)
- Underbelly – serie TV, 8 episodi (2013)
- Power Games: The Packer-Murdoch Story – miniserie TV, episodi 1x1-1x2 (2013)
- Deadline Gallipoli – miniserie TV, episodi 1x1-1x2 (2015)
- Catching Milat – miniserie TV, episodi 1x1-1x2 (2015)
- Cleverman – serie TV, 6 episodi (2017)
- The Other Guy – serie TV, 5 episodi (2017-2019)
- Halifax: Retribution – miniserie TV, episodi 1x3 (2020)

### Doppiatore
- The Mummy: Tomb of the Dragon Emperor (2008) Videogioco

## Doppiatori italiani
Nelle versioni in italiano delle opere in cui ha recitato, Luke Ford è stato doppiato da:
- Francesco Pezzulli in Omicidio in tre atti
- Nanni Baldini in Animal Kingdom
- Maurizio Merluzzo in Le sorelle McLeod
- Edoardo Stoppacciaro in Catching Milat
- Davide Perino in La mummia - La tomba dell'imperatore Dragone